# 南郡
南郡，中国古代的郡，秦昭襄王时设置，位于今湖北省荆州一帶。

## 建置沿革

### 秦漢
秦昭襄王二十九年（前278年），大良造白起攻佔楚都郢，設置南郡。
前206年，項羽立楚義帝柱國共敖為臨江王，以南郡為臨江國。漢高帝五年（前202年），滅临江國，復置南郡。
漢高后二年（前186年），南郡領十六縣：江陵、宜成、巫、姊归、临沮、夷陵、醴陵、孱陵、销、竟陵、安陆、州陵、沙羡、西陵、夷道、下隽。
漢景帝二年（前155年），立皇子劉閼于为临江王，改南郡為临江国。四年（前153年），臨江王薨，國除，復為南郡。七年（前150年），廢皇太子劉榮為臨江王，改南郡為临江国。中二年（前148年），臨江王自杀，国除，復為南郡。南郡為荊州刺史部的首郡。
西漢後期，南郡領十八縣：
| 县名   | 治所今在             | 简介                                                                         | 备注 |
| ------ | -------------------- | ---------------------------------------------------------------------------- | ---- |
| 江陵縣 | 江陵縣               | 故楚郢都，楚文王自丹陽徙此。後九世平王城之。後十世秦拔我郢，徙陳。莽曰江陸。 |      |
| 臨沮縣 | 遠安縣洋坪鎮         | 禹貢南條荊山在東北，漳水所出，東至江陵入陽水，陽水入沔，行六百里。           |      |
| 夷陵縣 | 宜昌市東             | 都尉治。莽曰居利。                                                           |      |
| 華容縣 | 潛江市張金鎮         | 雲夢澤在南，荊州藪。夏水首受江，東入沔，行五百里。                           |      |
| 宜城縣 | 宜城市南             | 故鄢，惠帝三年更名。                                                         |      |
| 郢縣   | 江陵縣東北           | 楚別邑，故郢。莽曰郢亭。                                                     |      |
| 邔縣   | 襄城區歐廟鎮         |                                                                              |      |
| 當陽縣 | 荊門市掇刀區團林鋪鎮 |                                                                              |      |
| 中盧縣 | 南漳县九集鎮         |                                                                              |      |
| 枝江縣 | 枝江市東北           | 故羅國。江沱出西，東入江。                                                   |      |
| 襄陽縣 | 襄州區               | 莽曰相陽。                                                                   |      |
| 編縣   | 荊門市北             | 有雲夢官。莽曰南順。                                                         |      |
| 秭歸縣 | 秭歸縣歸州鎮         | 歸鄉，故歸國。                                                               |      |
| 夷道   | 宜都市               | 莽曰江南。                                                                   |      |
| 州陵縣 | 洪湖市東北           | 莽曰江夏。                                                                   |      |
| 若縣   | 宜城市東南           | 楚昭王畏吳，自郢徙此，後復還郢。                                             |      |
| 巫縣   | 重庆市巫山縣北       | 夷水東至夷道入江，過郡二，行五百四十里。有鹽官。                             |      |
| 高成縣 | 松滋市南             | 洈山，洈水所出，東入繇。繇水南至華容入江，過郡二，行五百里。莽曰言程。       |      |

王莽時，改南郡為南順郡。東漢初復為南郡。東漢時，省郢、高成二縣，武陵郡之佷山縣改屬南郡。
漢章帝建初四年（79年），徙封鉅鹿王劉恭為江陵王，改南郡為江陵國。元和二年（85年），徙封江陵王劉恭為六安王，復為南郡。

### 六朝
漢獻帝建安十三年（208年），权臣曹操趁荆州牧刘表去世、继任刘琮向他投降，占领南郡北部的襄阳等地，将其并入新设立的襄阳郡，又分南郡枝江县以西以枝江、夷陵、巫县、秭归4县置临江郡。次年（209年），会稽太守孫權派甘宁率军攻占临江郡，周瑜率軍攻佔江陵。孙权不承认曹操的区划，故临江郡易主后自动取消，其地仍属南郡。後孙权將南郡移交盟友荆州刺史劉備，郡治移到公安（與江陵隔江相望）。劉備分南郡之夷道、佷山、夷陵等縣立宜都郡，其余为襄阳郡，以关羽为太守，后仍改襄阳郡为南郡，治江陵。建安二十四年（219年），孙权又派吕蒙袭取南郡。曹丕伐吴后，临沮、旌阳二县被曹魏夺取，后并入襄阳郡。伐吴之战后，江陵因百姓被迁走不堪为治所，东吴南郡治公安，主将屯乐乡。
晉武帝太康元年（280年），滅孫吳，改南郡為新郡，尋復為南郡，復治江陵；分南郡江南為南平郡。太康中，南郡領十一縣：江陵、編、當陽、華容、鄀、枝江、旌陽、州陵、監利、松滋、石首。太康十年（289年），徙封始平王司馬瑋為楚王，改南郡為楚國。晉惠帝元康二年（291年），復為南郡。東晉時，省石首縣，松滋縣改屬安豐郡，鄀縣改屬襄陽郡，襄陽郡之臨沮縣改屬南郡。
宋文帝元嘉十八年（441年），旌陽縣併入枝江縣。宋孝武帝孝建元年（454年），州陵、監利二縣改屬巴陵郡。此時，南郡僅餘江陵、華容、當陽、臨沮、編、枝江六縣。梁元帝承聖三年（554年），西魏攻陷江陵，次年立蕭詧為傀儡皇帝，後梁僅據有荊州一州。

### 隋唐
隋文帝开皇七年（587年），滅後梁，廢南郡，其地屬荊州，置江陵總管。隋煬帝大業三年（607年），改荊州为南郡。南郡領十縣：江陵、長楊、宜昌、枝江、當陽、松滋、長林、公安、安興、紫陵。
唐高祖武德四年（621年），平蕭銑，改南郡為荊州。唐玄宗天寶元年（742年），改荊州為江陵郡。

## 人口
- 漢平帝元始二年（2年），南郡有125579戶，718540口。[5]
- 漢桓帝永壽二年（156年），南郡有162570戶，747604口。[6]
- 晉武帝太康三年（282年），南郡有55000戶。[9]
- 宋孝武帝大明八年（464年），南郡有14544戶，75087口。[8]
- 隋煬帝大業五年（609年），南郡有58836戶。[11]

## 行政長官

### 南郡守（前278年—前206年）
- □腾，秦王政二十年（前227年）在任。[13]
- □恒，秦王政三十餘年在任。[14]

### 南郡守（前202年—前155年）
- 靳彊，漢高帝七年（前200年）到八年（前199年）在任。[15][16]

### 南郡太守（前148年—9年）
- 李尚，漢成帝鴻嘉中在任。[17]
- 翟宣，字太伯，汝南上蔡人，漢成帝時在任。[18]
- 蕭育，字次君，東海蘭陵人，漢哀帝時在任。[19]
- 毌將隆，字君房，東海蘭陵人，漢哀帝時在任。[17]
- 郭欽，右扶風隃麋人，漢平帝元始中在任。[20]
- 辛伯，隴西狄道人，漢平帝元始中伏誅。[21]

### 南郡太守（25年—79年）
- 程汎，漢光武帝建武八年（32年）在任，十一年（35年）被擒。[22]
- 劉隆，字元伯，南陽安眾人，漢光武帝建武十一年（35年）出任，十六年（40年）免官。[23][24]

### 南郡太守（85年—289年）
- 法雄，字文彊，扶風郿人，漢安帝永初七年（113年）出任，元初中卒官。[25]
- 岑豫，南陽棘陽人，東漢中期在任，以貪叨誅死。[26]
- 杜喬，字叔榮，河內林慮人，漢順帝時在任。[27]
- 馬融，字季長，扶風茂陵人，漢桓帝時在任，免官，髡徙朔方。[28]
- 种暠，字景伯，河南洛陽人，漢桓帝時在任。[29]
- 李肅，漢桓帝延熹五年（162年）坐奔北棄市。[30]
- 韓純，南陽堵陽人，東漢後期在任。[31]
- 郭永，安平廣宗人，東漢後期在任。[32]
- 周瑜，字公瑾，廬江舒人，漢獻帝建安十四年（209年）出任，十五年（210年）卒官。[33]
- 程普，字德謀，右北平土垠人，漢獻帝建安十五年（210年）出領。[34]
- 麋芳，字子方，东海朐人，由劉備任命，漢獻帝建安二十四年（219年）降于孫權。[34]
- 呂蒙，字子明，汝南富陂人，由孫權任命，漢獻帝建安二十四年（219年）在任。[34]
- 諸葛瑾，字子瑜，琅邪陽都人，由孫權任命，漢獻帝建安二十四年（219年）到吳大帝黃武元年（222年）在任。[35]
- 史郃，吳大帝黃武元年（222年）領。[36]
- 張玄，廣陵人，孫吳時在任。[37]
- 劉肇，晉武帝太康中在任。[38]

### 楚內史（289年—291年）
- 周處，字子隱，義興陽羨人，晉武帝、晉惠帝之際在任。[39]

### 南郡太守（291年—360年）
- 劉務，晉懷帝永嘉中在任，被杜曾滅門。[40]
- 周玘，字宣佩，義興陽羨人，晉愍帝建興元年（314年）除，未之郡，卒。[39]
- 陶臻，字彥遐，尋陽人，晉成帝咸和中在任，卒官。[41]
- 庾翼，字稚恭，潁川鄢陵人，晉成帝咸康五年（339年）到六年（340年）在任。[42]
- 王愆期，晉康帝建元元年（343年）在任。[42]
- 桓宣，譙國銍人，晉康帝建元中除，以代王愆期，未之官，卒。[43]

### 南郡相（360年—403年）
- 謝玄，字幼度，陳郡陽夏人，晉孝武帝宁康元年（373年）到太元二年（377年）在任。[44]
- 劉波，字道則，彭城人，晉孝武帝太元三年（378年）在任。[45]
- 江績，字仲元，陳留圉人，晉安帝隆安元年（397年）離任。[46]
- 楊佺期，弘農華陰人，晉安帝隆安元年（397年）到二年（398年）在任。[47]
- 卞範之，晉安帝隆安二年（398年）出領。[48]
- 桓石康，譙國龍亢人，晉安帝元興二年（403年）離任。[49]

### 南郡太守（403年—412年）
- 魯宗之，字彥仁，扶風郿人，晉、楚之際在任。[50]
- 王騰之，晉安帝元興三年（404年）在任。[49]
- 范泰，字伯倫，順陽山陰人，晉安帝元興三年（404年）出任。[51]
- 江夷，字茂遠，濟陽考城人，晉安帝義熙七年（411年）到八年（412年）在任。[52]
- 毛脩之，字敬文，滎陽陽武人，晉安帝義熙八年（412年）在任。[53]

### 南郡相（412年—420年）
- 毛脩之，字敬文，滎陽陽武人，晉安帝義熙十一年（415年）到十二年（416年）領。[53]
- 謝方明，陳郡陽夏人，晉安帝義熙十二年（416年）到十四年（418年）在任。[52]
- 王惠，字令明，琅邪臨沂人，晉安帝義熙十四年（418年）領，不拜。[54]
- 張邵，字茂宗，吳郡吳人，晉安帝義熙十四年（418年）出領，宋武帝永初元年（420年）改為太守。[55]

### 南郡太守（420年—453年）
- 張邵，字茂宗，吳郡吳人，宋武帝永初元年（420年）由相改稱，同年離任。[56]
- 王華，字子陵，琅邪臨沂人，宋武帝永初元年（420年）到宋文帝元嘉元年（424年）在任。[56]
- 庾登之，字元龍，潁川鄢陵人，宋文帝元嘉元年（424年）出任，三年（426年）免官。[52]
- 謝述，字景先，陳郡陽夏人，宋文帝元嘉三年（426年）出領。[57]
- 孔靈符，會稽山陰人，宋文帝元嘉末在任。[58]
- 張暢，字少微，吳郡吳人，宋孝武帝元嘉三十年（453年）離任。[55]

### 南郡內史（453年—454年）
- 蔡超，宋孝武帝元嘉三十年（453年）出任。[59]

### 南郡太守（454年—479年）
- 顏師伯，字長淵，琅邪臨沂人，宋孝武帝孝建元年（454年）在任。[60]
- 孔道存，會稽山陰人，宋孝武帝大明中在任。[61]
- 蔡興宗，濟陽考城人，宋前廢帝景和元年（465年）除，不行。[62]
- 張悅，吳郡吳人，劉子勛义嘉元年（466年）離任。[55]
- 蕭惠開，南蘭陵人，宋明帝泰始四年（468年）除，未拜。[63]
- 張悅，吳郡吳人，宋明帝泰始四年（468年）到六年（470年）在任。[64]
- 蕭惠開，南蘭陵人，宋明帝泰始七年（471年）除，未拜，卒。[63]
- 劉懷珍，字道玉，平原人，宋明帝泰豫元年（472年）離任。[65]
- 王秀之，字伯奮，琅邪臨沂人，宋順帝昇明二年（478年）到齊高帝建元元年（479年）在任。[66]

### 南郡內史（479年—493年）
- 崔慧景，字君山，清河東武城人，齊高帝建元元年（479年）在任。[67]
- 王奐，字彥孫，琅邪臨沂人，齊高帝建元二年（480年）到齊武帝建元四年（482年）在任。[68]
- 全景文，字弘達，吳郡人，齊武帝建元四年（482年）到永明元年（483年）在任。[69]
- 沈沖，字景綽，吳興武康人，齊武帝永明元年（483年）到三年（485年）在任。[70]
- 傅琰，字季珪，北地靈州人，齊武帝永明三年（485年）出任，五年（486年）卒官。[71]
- 袁彖，字偉才，陳郡陽夏人，齊武帝時任。[72]
- 王秀之，字伯奮，琅邪臨沂人，齊武帝永明八年（490年）出任。[66]

### 南郡太守（493年—497年）
- 何昌宇，字儼望，廬江灊人，齊鬱林王隆昌元年（494年）到齊海陵王延兴元年（494年）在任。[73]
- 蕭遙光，字元暉，始安王，蘭陵人，齊海陵王延兴元年（494年）到齊明帝建武元年（494年）在任。[74]
- 孔稚珪，字德璋，會稽山陰人，齊明帝建武元年（494年）出任。[72]
- 劉季連，字惠續，彭城人，齊明帝建武四年（497年）離任。[75]

### 南郡內史（497年—498年）
- 孔稚珪，字德璋，會稽山陰人，齊明帝建武四年（497年）出任，永泰元年（498年）改為太守。[72]

### 南郡太守（498年—501年）
- 孔稚珪，字德璋，會稽山陰人，齊明帝永泰元年（498年）由內史改稱，齊東昏侯永元元年（499年）離任。[72]
- 蕭穎冑，字雲長，蘭陵人，齊東昏侯永元元年（499年）出任，三年（501年）正月改為尹。[76]

### 南郡尹（501年）
- 蕭穎冑，字雲長，蘭陵人，齊東昏侯永元三年（501年）正月由太守改稱，齊和帝中興元年（501年）三月離任。[76]

### 南郡太守（501年—587年）
- 夏侯詳，字叔業，譙郡譙人，齊和帝中興元年（501年）在任。[77]
- 柳忱，字文若，河東解人，梁武帝天監二年（503年）到六年（507年）在任。[78]
- 夏侯亶，字世龍，譙郡譙人，梁武帝天監六年（507年）在任，父憂解職。[79]
- 王志，字次道，琅邪臨沂人，梁武帝天監六年（507年）到七年（508年）在任。[80]
- 韋叡，字懷文，京兆杜陵人，梁武帝天監七年（508年）到八年（509年）在任。[78]
- 王峻，字茂遠，琅邪臨沂人，梁武帝天監中在任。[80]
- 蕭琛，字彥瑜，蘭陵人，梁武帝天監中在任。[81]
- 孔休源，字慶緒，會稽山陰人，梁武帝天監十三年（514年）出任。[82]
- 丘仲孚，字公信，吳興烏程人，梁武帝天監中在任。[83]
- 劉之遴，字思貞，南陽涅陽人，梁武帝普通中出任，大通中離任。[84]
- 劉之亨，字嘉會，南陽涅陽人，梁武帝大通中出任，中大通中卒官。[84]
- 賀革，字文明，會稽山陰人，梁武帝大同六年（540年）卒官。[85]
- 王沖，字長深，琅邪臨沂人，梁武帝大同中在任。[86]
- 王沖，字長深，琅邪臨沂人，梁武帝中大同中出任，太清三年（549年）離任。[86]

### 南郡太守（607年—621年）
- 竇璡，扶風平陵人，隋煬帝大業中在任。[87]
- 竇慶，扶風平陵人，隋煬帝大業末出任，被殺。[87]

## 國主

### 西漢臨江國（前155年—前153年）
| 臨江國（前155年—前153年） |        |      |        |                 |              |
| 代數                      | 封爵   | 謚   | 姓名   | 在位時間        | 備註         |
| 1                         | 臨江王 | 哀王 | 劉閼于 | 前155年—前153年 | 漢景帝第四子 |
| 無子，國除                |        |      |        |                 |              |

### 西漢臨江國（前150年—前148年）
| 臨江國（前150年—前148年） |        |      |      |                 |            |
| 代數                      | 封爵   | 謚   | 姓名 | 在位時間        | 備註       |
| 1                         | 臨江王 | 閔王 | 劉榮 | 前150年—前148年 | 漢景帝長子 |
| 無子，國除                |        |      |      |                 |            |

### 東漢江陵國（79年—85年）
| 江陵國（79年—85年） |        |    |      |           |              |
| 代數                | 封爵   | 謚 | 姓名 | 在位時間  | 備註         |
| 1                   | 江陵王 |    | 劉恭 | 79年—85年 | 漢明帝第三子 |
| 徙封六安            |        |    |      |           |              |

### 西晉楚國（289年—291年）
| 楚國（289年—291年） |      |        |        |      |             |                          |
| 傳位                | 世   | 號諡   | 姓名   | 年數 | 在位時間    | 備註                     |
| 第1任               | 始封 | 楚隱王 | 司馬瑋 | 3年  | 289年—291年 | 晉武帝司馬炎第八？九？子 |
| 伏誅，國除          |      |        |        |      |             |                          |

### 東晉南郡公國（360年—403年）
| 南郡公國（360年—403年） |            |        |      |             |        |
| 以平关洛之功封          |            |        |      |             |        |
| 代數                    | 封爵       | 謚     | 姓名 | 在位時間    | 備註   |
| 1                       | 南郡開國公 | 宣武公 | 桓溫 | 360年—373年 |        |
| 2                       | 南郡開國公 |        | 桓玄 | ？—403年    | 桓溫子 |
| 進封楚王                |            |        |      |             |        |

### 東晉南郡公國（412年—420年）
| 南郡公國（412年—420年）    |            |        |        |             |            |
| 以平桓謙之功封，食邑5000戶 |            |        |        |             |            |
| 代數                       | 封爵       | 謚     | 姓名   | 在位時間    | 備註       |
| 1                          | 南郡開國公 | 烈武公 | 劉道規 | 412年追封   |            |
| 2                          | 南郡開國公 |        | 劉義慶 | 415年—420年 | 劉道規兄子 |
| 宋受禪，進封臨川郡王       |            |        |        |             |            |

### 南朝宋南郡王國（453年—454年）
| 竟陵國（424年—432年）/南譙國（432年—453年）/南郡王國（453年—454年）丨食邑5000戶→10000戶 |                          |    |        |             |              |
| 代數                                                                                    | 封爵                     | 謚 | 姓名   | 在位時間    | 備註         |
| 1                                                                                       | 竟陵郡王→南譙郡王→南郡王 |    | 劉義宣 | 424年—454年 | 宋武帝第六子 |
| 伏誅，國除                                                                              |                          |    |        |             |              |

### 南朝齊南郡王國（479年—493年）
| 南郡王國（479年—493年）丨食邑2000戶 |        |    |        |             |            |
| 代數                                | 封爵   | 謚 | 姓名   | 在位時間    | 備註       |
| 1                                   | 南郡王 |    | 蕭長懋 | 479年—482年 | 齊武帝長子 |
| 2                                   | 南郡王 |    | 蕭昭業 | 482年—493年 | 蕭長懋長子 |
| 立為皇太孫，國除                    |        |    |        |             |            |

### 南朝齊南郡王國（497年—498年）
| 南郡王國（497年—498年）丨食邑2000戶 |        |    |        |             |                  |
| 代數                                | 封爵   | 謚 | 姓名   | 在位時間    | 備註             |
| 1                                   | 南郡王 |    | 蕭子夏 | 497年—498年 | 齊武帝第二十三子 |
| 伏誅，國除                          |        |    |        |             |                  |